# 桑欽
桑钦（？—？），字君长，洛阳人，東漢学者、地理学家。据传是《水经》一書的作者。北魏郦道元曾為此書作注，即著名的《水经注》。桑钦曾从平陵人涂浑學《毛诗》，並精通《古文尚书》。